# Сангаре, Диеминату
Диеминату Сангаре (фр. Diéminatou Sangaré; род. 1966, Бамако)  — малийский государственный деятель. Действующий министр здравоохранения и социального развития Мали с 11 июня 2021 года.

## Биография
Родилась в Бамако.
Получила степень бакалавра в высшей технической школе в Бамако. С 1985 по 1986 год прошла подготовительный курс изучения русского языка в Ташкентском государственном университете в Узбекской ССР. В 1991 году окончила Ленинградский инженерно-экономический институт (ЛИЭИ), получила диплом инженера-экономиста.
С 1997 по 1999 год обучалась в Канаде. В 1999 году поступила в Африканский региональный центр трудовой администрации для франкоговорящей Африки в Яунде, столице Камеруна для прохождения курсов повышения квалификации для руководителей национальных учреждений социального обеспечения. В 2001 году окончила Ивуарский центр подготовки руководителей системы социального обеспечения (CIFOCSS) в Абиджане в Кот-д'Ивуаре, продолжила обучение в Национальной школе социального обеспечения (EN3S) в Сент-Этьене. Обучалась в Национальном фонде социального страхования в Абиджане и Кассе социального страхования для работников сельского хозяйства (MSA) в Реймсе.
В 1991 году поступила на государственную службу. 10 лет работала в Национальном институте социального обеспечения (INPS), 10 лет — в Национальном фонде медицинского страхования (CANAM) и 2 года в Фонде социального страхования Мали (CMSS).
11 июня 2021 года получила портфель министра здравоохранения и социального развития Мали в правительстве Кокаллы Маиги, сформированном после военного переворота в Мали 24 мая 2021 года.
Говорит на бамана, французском и русских языках.